# Gülşen Bayraktar
Pour les articles homonymes, voir Gülşen et Bayraktar.
Gülşen Bayraktar ou Gülşen (prononcé [ɡyl.ʃɛn], née le 29 mai 1976 à Çapa dans le district de Fatih, Istanbul) est une chanteuse pop turque.

## Biographie
Gülşen Bayraktar est née le 29 mai 1976 dans Istanbul, à Fatih, au sein d'une famille originaire de la province d'Ordu. Elle est le troisième et dernier enfant de ses parents. Son père est ingénieur en mécanique, et sa mère femme au foyer. Après avoir effectué ses études secondaires, elle commence à étudier la musique classique turque à l'Université technique d'Istanbul. Simultanément, elle se produit dans des boîtes de nuit et des bars d'Istanbul. Elle quitte l'université après la première année, suit des cours de musique folklorique turque et travaille comme choriste pour Bendeniz pendant quelques mois,. En 1995/1996, elle est découverte par un couple de producteurs, Serap Turgay et Özkan Turgay, alors qu'elle se produit dans un bar, et se voit proposer un contrat pour faire son premier album. Elle signe ensuite un contrat avec le label Raks Müzik pour produire quatre albums. Sa carrière musicale est lancée,.
Elle génère à plusieurs reprises des mini-scandales qui font la « une » de la presse people turque, avec des mariages, des relations avec des producteurs mariés ou encore ses controverses avec ses maisons de disques. En 2004, son titre Of… Of… devient la chanson de l’année en Turquie. Le clip de Sarişinim (que l'on peut traduire en Ma Blonde ), dans lequel la pop star s’affiche en robe transparente, est censuré. Elle devient « une cible pour les islamistes et une icône pour les laïcs ».
Elle est arrêtée par les autorités turques le 25 août 2022 pour incitation à la haine après avoir fait un commentaire satirique sur les organismes d'éducation religieuse, les madrassas, quelques mois auparavant, en avril 2022, dans un clip vidéo,,. Le Parti républicain du peuple, parti d'opposition, croît déceller dans son arrestation et dans diverses autres interdictions touchant les artistes turcs une façon pour le pouvoir de s’attirer les votes d’un électorat conservateur à l'approche d'élections présidentielles.